# Metodi per il calcolo della radice quadrata
Questa voce è dedicata ai molti metodi che sono stati utilizzati per calcolare radici quadrate di numeri reali positivi, o per meglio dire, per calcolare le radici quadrate principali di numeri razionali.

## Storia
I primi ad occuparsi del problema dell'estrazione di radice quadrata di un numero sono stati i babilonesi. Essi, tra i primi ad utilizzare un sistema di numerazione posizionale, avevano elaborato un procedimento per l'estrazione di radice quadrata che spesso viene attribuito a matematici posteriori, come Archita (428 - 365 a.C.) oppure ad Erone di Alessandria (vissuto tra il I e II secolo d.C.) oppure a Newton.
I babilonesi avevano ricavato un valore di {\displaystyle {\sqrt {2}}} pari a 1,414222 con un errore di circa 0,000008 dal valore vero. Di Erone di Alessandria, matematico e scienziato greco, si hanno poche notizie biografiche. Si occupò di meccanica, matematica e fisica. A lui si deve la formula (detta appunto formula di Erone) mediante la quale calcolare l'area di un triangolo qualsiasi, noti i suoi lati. Studiò metodi approssimati per risolvere problemi di misurazione, sia in geometria che in geodesia e inventò un metodo per approssimare le radici quadrate e cubiche di numeri che non siano quadrati o cubi perfetti e proprio del metodo di approssimazione delle radici quadrate di cui vogliamo occuparci.

## Metodo babilonese
Dato un valore {\displaystyle \alpha >0}, un algoritmo per approssimare {\displaystyle {\sqrt {\alpha }}} comunemente usato è conosciuto come metodo babilonese e sfrutta gli stessi principi poi codificati nel metodo di Newton. Questo metodo funziona nel modo seguente:
1. Poni {\displaystyle n=1} e inizia con un valore arbitrario positivo {\displaystyle x_{n}} (quanto più esso è prossimo alla radice, tanto migliore è la convergenza dell'algoritmo).
2. Sostituisci {\displaystyle x_{n}} con la media di {\displaystyle x_{n}} e {\displaystyle \alpha /x_{n}.}
3. Aumenta {\displaystyle n} e vai al punto 2.

Questo algoritmo può essere rappresentato da
{\displaystyle x_{n+1}={\frac {1}{2}}\left(x_{n}+{\frac {\alpha }{x_{n}}}\right),}
da cui si ricava {\displaystyle \lim _{n\to \infty }x_{n}={\sqrt {\alpha }}}.

### Interpretazione geometrica
Dato un numero {\displaystyle \alpha } positivo, la sua radice quadrata può essere vista come il lato di un quadrato la cui area è proprio {\displaystyle \alpha } stesso. L'idea è quella di usare dei rettangoli che possiedano la stessa area {\displaystyle \alpha } del quadrato per arrivare attraverso approssimazioni successive ad avere proprio il quadrato che stiamo cercando.
Immaginiamo quindi di partire con un certo valore {\displaystyle x_{1}} per il lato del nostro rettangolo: l'altro lato misurerà {\displaystyle {\frac {\alpha }{x_{1}}}}. Prendendo la media di questi due valori
{\displaystyle {\frac {1}{2}}\left(x_{1}+{\frac {\alpha }{x_{1}}}\right),}
abbiamo due possibilità:
- la media è uguale a {\displaystyle x_{1}}, quindi abbiamo già trovato la {\displaystyle {\sqrt {\alpha }}};
- la media è diversa da {\displaystyle x_{1}}.

In questo secondo caso chiamiamo questo valore medio {\displaystyle x_{2}} e procediamo nello stesso modo usato per {\displaystyle x_{1}}: calcoliamo il valore dell'altro lato del rettangolo di area {\displaystyle \alpha } e lato {\displaystyle x_{2}}, otteniamo un nuovo valore medio {\displaystyle x_{3}} e così via.
Daremo origine ad una successione di rettangoli equiestesi i cui lati saranno ad ogni passo più vicini in lunghezza, ottenendo al limite un quadrato e quindi il valore corretto della radice di {\displaystyle \alpha }. Il metodo dà risposta corretta in numero finito di passi nel caso in cui {\displaystyle \alpha } sia un quadrato perfetto.

### Dimostrazione della convergenza
Per dimostrare la correttezza di questo metodo, prendiamo la successione cercando di valutare la grandezza dell'elemento {\displaystyle x_{n}} in termini di {\displaystyle {\sqrt {\alpha }}}: quello che si può subito dire è che sia i termini della successione che {\displaystyle \alpha } sono numeri reali positivi. Il termine {\displaystyle n}-esimo della successione è:
{\displaystyle x_{n}={\frac {1}{2}}\left(x_{n-1}+{\frac {\alpha }{x_{n-1}}}\right)={\frac {\sqrt {\alpha }}{2}}\left({\frac {x_{n-1}}{\sqrt {\alpha }}}+{\frac {\sqrt {\alpha }}{x_{n-1}}}\right).}
Il secondo fattore della seconda uguaglianza è del tipo
{\displaystyle f(x)={\frac {x}{\sqrt {\alpha }}}+{\frac {\sqrt {\alpha }}{x}},\qquad x>0,}
funzione che ha un punto di minimo assoluto nel primo quadrante per {\displaystyle x={\sqrt {\alpha }}} in cui essa vale 2. In particolare, il valore 2 è assunto dalla funzione soltanto quando {\displaystyle x={\sqrt {\alpha }}}, mentre è sempre maggiore altrove. Da quanto detto segue che
{\displaystyle x_{n}\geq {\frac {\sqrt {\alpha }}{2}}\cdot 2={\sqrt {\alpha }}}
e questo significa che, preso un valore iniziale {\displaystyle x_{0}>0}, tutti gli altri valori da {\displaystyle x_{1}} compreso in poi non potranno essere inferiori a {\displaystyle {\sqrt {\alpha }}}. Dalla stessa formula si ricava che
{\displaystyle {\frac {\alpha }{x_{n}}}\leq {\sqrt {\alpha }}\leq x_{n}.}
Quindi, riprendendo la formula per {\displaystyle x_{n+1}}, si ottiene
{\displaystyle x_{n+1}={\frac {1}{2}}\left(x_{n}+{\frac {\alpha }{x_{n}}}\right)\leq {\frac {1}{2}}\left(x_{n}+x_{n}\right)=x_{n}.}
Questo implica che la successione è decrescente e compresa fra i valori {\displaystyle {\sqrt {\alpha }}} e {\displaystyle x_{1}}, quindi è limitata. Poiché una successione monotona converge se e solo se è limitata, esiste un valore {\displaystyle x\geq {\sqrt {\alpha }}} a cui la nostra successione converge.
Valutiamo ora lo scarto dell'{\displaystyle (n+1)}-esimo termine da {\displaystyle {\sqrt {\alpha }}}:
{\displaystyle {\begin{aligned}x_{n+1}-{\sqrt {\alpha }}&=x_{n+1}-x_{n}+x_{n}-{\sqrt {\alpha }}=\\&={\frac {1}{2}}\left({\frac {\alpha }{x_{n}}}-x_{n}\right)+x_{n}-{\sqrt {\alpha }}\leq {\frac {1}{2}}\left({\sqrt {\alpha }}-x_{n}\right)+x_{n}-{\sqrt {\alpha }}={\frac {x_{n}-{\sqrt {\alpha }}}{2}}.\end{aligned}}}
Applicando in modo ricorsivo la seguente disuguaglianza:
{\displaystyle x_{n+1}-{\sqrt {\alpha }}\leq {\frac {x_{n}-{\sqrt {\alpha }}}{2}},}
si ottiene che per ogni {\displaystyle \varepsilon >} esiste un valore {\displaystyle N} tale che per ogni {\displaystyle n\geq N}
{\displaystyle x_{n+1}-{\sqrt {\alpha }}\leq {\frac {x_{1}-{\sqrt {\alpha }}}{2^{n}}}<\varepsilon }
e con ciò è dimostrata la convergenza della successione a {\displaystyle {\sqrt {\alpha }}}. Questo ci suggerisce anche che la convergenza è molto veloce: per ogni passo la distanza dal valore effettivo è almeno dimezzata, rendendo la decrescita esponenziale.

### Rapidità di convergenza
Al fine di capire meglio la rapidità di convergenza di questo metodo di calcolo, poniamo {\displaystyle \varepsilon _{n}=x_{n}-{\sqrt {\alpha }}}. Sfruttando la relazione ricorsiva fornita dal metodo stesso, abbiamo:
{\displaystyle \varepsilon _{n+1}=x_{n+1}-{\sqrt {\alpha }}={\frac {1}{2}}\left(x_{n}+{\frac {\alpha }{x_{n}}}\right)-{\sqrt {\alpha }}={\frac {{\varepsilon _{n}}^{2}}{2x_{n}}}.}
Poiché si è dimostrato che per ogni termine della successione vale {\displaystyle x_{n}>{\sqrt {\alpha }}}, allora
{\displaystyle \varepsilon _{n+1}<{\frac {{\varepsilon _{n}}^{2}}{2{\sqrt {\alpha }}}}.}
Adesso, applicando la relazione di ricorrenza a ritroso e ponendo per semplicità di notazione {\displaystyle \beta =2{\sqrt {\alpha }}}, si può ottenere
{\displaystyle \varepsilon _{n+1}<{\frac {{\varepsilon _{n}}^{2}}{\beta }}<{\frac {1}{\beta }}\left({\frac {\varepsilon _{n-1}^{2}}{\beta }}\right)^{2}=\beta \left({\frac {\varepsilon _{n-1}}{\beta }}\right)^{4}<\cdots <\beta \left({\frac {\varepsilon _{n-k}}{\beta }}\right)^{2^{k+1}},}
dove {\displaystyle k} è un intero compreso fra 2 e {\displaystyle n-1}. Quando, in particolare, si ha {\displaystyle k=n-1}, segue che
{\displaystyle \varepsilon _{n+1}<\beta \left({\frac {\varepsilon _{1}}{\beta }}\right)^{2^{n}}.}
Quest'ultima relazione dimostra che il metodo babilonese è ottimo per il calcolo della radice quadrata in quanto la sua convergenza è molto veloce. Infatti è sufficiente prendere come {\displaystyle x_{1}} un valore tale che
{\displaystyle x_{1}<3{\sqrt {\alpha }}}
per rendere il valore fra parentesi tonde minore di 1 e fare decrescere il tutto con estrema rapidità (esponenziale di un esponenziale). Questa scelta di {\displaystyle x_{1}} può sempre essere fatta perché ci troviamo a lavorare con una successione decrescente.

### Esempio d'uso
Ad esempio, poiché la radice quadrata di 2 deve essere compresa tra 1 e 2, stimiamo che sia circa 1,5. Applicando ripetutamente la formula otteniamo i seguenti valori:
{\displaystyle x_{0}=1,5;}
{\displaystyle x_{1}={\frac {1}{2}}\left(1,5+{\frac {2}{1,5}}\right)=1,416667;}
{\displaystyle x_{2}={\frac {1}{2}}\left(1,416667+{\frac {2}{1,416667}}\right)=1,414216;}
{\displaystyle x_{3}={\frac {1}{2}}\left(1,414216+{\frac {2}{1,414216}}\right)=1,414214;}
{\displaystyle x_{4}={\frac {1}{2}}\left(1,414214+{\frac {2}{1,414214}}\right)=1,414214;}
{\displaystyle \vdots }
in tal modo al quarto passaggio si ha il valore della radice quadrata di 2 corretto alla sesta cifra decimale.
Questo algoritmo funziona ugualmente bene per i numeri p-adici, ma non può essere usato per identificare radici quadrate reali con indice di radice {\displaystyle p}-esimo. Riferendosi a questo metodo è facile per esempio costruire una sequenza di numeri razionali che converge a {\displaystyle +3} nei reali, ma a {\displaystyle -3} nei 2-adici.

## Approssimazione Bakhshali
Il metodo Bakhshali è un altro modo per trovare un'approssimazione della radice quadrata di un numero che fu descritto in un antico manoscritto col nome di  Manoscritto Bakhshali perché fu scoperto nel 1881 vicino al villaggio di Bakhshali (o Bakhshalai) nella frazione Yusufzai del distretto di Peshawar (ora parte del Pakistan). Il testo era scritto in lingua sarada su corteccia di betulla.
L'approssimazione Bakhshali della radice quadrata si ottiene applicando due volte l'approssimazione semplice.
Con le notazioni precedenti introduciamo {\displaystyle P:={\frac {d}{2N}}} e {\displaystyle A:=N+P} e quindi si ha
{\displaystyle {\sqrt {N^{2}+d}}\approx A-{\frac {P^{2}}{2A}}.}
Sviluppando l'equazione diventa:
{\displaystyle {\sqrt {N^{2}+d}}\approx N+{\frac {d}{2N}}-{\frac {d^{2}}{8N^{3}+4Nd}}.}

### Esempio di approssimazione Bakhshali
Trova {\displaystyle {\sqrt {9,2345}}}
Usiamo {\displaystyle N=3{\text{ e }}d=9,2345-3^{2}=0,2345}
{\displaystyle {\sqrt {3^{2}+d}}\approx 3+{\frac {d}{6}}-{\frac {d^{2}}{216+12d}}}
{\displaystyle {\sqrt {3^{2}+0,2345}}\approx 3+{\frac {0,2345}{6}}-{\frac {0,2345^{2}}{216+12\cdot 0,2345}}}
{\displaystyle {\sqrt {3^{2}+0,2345}}\approx 3+0,039083-{\frac {0,055}{216+2,814}}}
{\displaystyle {\sqrt {3^{2}+0,2345}}\approx 3+0,039083-0,000251}
{\displaystyle {\sqrt {3^{2}+0,2345}}\approx 3,038832.}

## Calcolo della radice quadrata di un intero: algoritmo di Bombelli
In estrema sintesi questo metodo di calcolo usa una serie di moltiplicazioni e sottrazioni per trovare il risultato della radice quadrata, il vantaggio di questo metodo di calcolo è che si può applicare anche ad altre basi numeriche oltre la base 10, nello specifico è estremamente più veloce di altri metodi in caso di numeri binari.
Il primo passaggio sarà quello di dividere il numero di cui dobbiamo trovare la radice in coppie di cifre, per esempio il numero 5362451 diventerà 05.36.24.51, da queste prendiamo la coppia più a sinistra , 05, e utilizzeremo l'algoritmo di Bombelli ovvero dobbiamo trovare il numero x tale per cui x sia il più grande numero che sia inferiore a 5, l'algoritmo è:
{\displaystyle x=d(2br+d)}
Dove b è la base numerica in cui svolgiamo il calcolo, r è il risultato della radice quadrata ottenuto finora e d è una variabile appartenente ai numeri interi che ci darà la prossima cifra della radice quadrata.
Nelle numerazioni a base 10 diventa:
{\displaystyle x=d(20r+d)}
Risolviamo ora il numero di esempio, essendo la prima coppia di numeri il risultato parziale della radice quadrata r è naturalmente 0 per cui risolviamo l'algoritmo per i vari valori di d (1,2,3,...):
{\displaystyle 1(20\cdot 0+1)=1}
{\displaystyle 2(20\cdot 0+2)=4}
{\displaystyle 3(20\cdot 0+3)=9}
9 è superiore a 5 quindi il valore di d che ci interessa è 2 che sarà la prima cifra del risultato parziale della radice quadrata. Ora sottraiamo a 5 il valore di x, 5 - 4 = 1.
Abbiamo un resto che aggiungeremo alla prossime due cifre, il prossimo valore a cui applicare l'algoritmo è 136, ricordo che il risultato parziale della radice ora è 2, applico l'algoritmo:
{\displaystyle 1(20\cdot 2+1)=41}
{\displaystyle 2(20\cdot 2+2)=84}
{\displaystyle 3(20\cdot 2+3)=129}
Chiaramente d è pari a 3 quindi il risultato parziale della radice quadrata r diventa 23, sottraiamo 129 a 136 ed abbiamo un resto di 7, abbassiamo la prossima coppia di numeri e otteniamo 724, applichiamo di nuovo l'algoritmo:
{\displaystyle 1(20\cdot 23+1)=461}
{\displaystyle 2(20\cdot 23+2)=924}
d è pari a 1 e il risultato parziale della radice quadrata r diventa 231, sottraiamo 461 a 724  ed abbiamo un resto di 263, abbassiamo l'ultima coppia di numeri e otteniamo 26351, applichiamo di nuovo l'algoritmo:
{\displaystyle 5(20\cdot 231+5)=23125}
d è pari a 5 quindi il risultato  della radice quadrata r diventa 2315, volendo proseguire con i decimali, basterà ricavare il resto della differenza tra 26351 e 23125 che è pari a 3226, non avendo altre cifre da portare giù aggiungiamo semplicemente due zeri facendolo diventare 322600 e applicheremo di nuovo l'algoritmo fino ad avere l'approssimazione desiderata.
Usando la base binaria, l'algoritmo si semplifica molto, perché in base 2, per trovare la più grande cifra binaria {\displaystyle d} tale che {\displaystyle x=d(2bx+d)\leq c}, si deve provare solo con {\displaystyle d=1}, se la disuguaglianza è verificata, allora la nuova cifra del risultato è 1, altrimenti 0.

### Stima asintotica del tempo impiegato dall'algoritmo
Per trovare ogni cifra del risultato (in base binaria) sono necessarie le seguenti operazioni:
1. moltiplicare {\displaystyle x} per 1002 e aggiungere 1 (equivale ad accodare 01 alla scrittura binaria);
2. un confronto, cioè verificare se la disuguaglianza è soddisfatta;
3. una differenza tra numeri che hanno al massimo un numero di cifre pari a quello del risultato.

Quindi per trovare la parte intera della radice di un intero {\displaystyle n}, è necessario un tempo {\displaystyle O(\log _{2}^{2}(n))}.
Implementazione con una funzione nel linguaggio C++
```
 
int
 
intsqrt
(
int
 
a
,
 
int
*
 
pr
)

 
// Dato l'intero positivo a, calcola la parte intera della 

 
// sua radice quadrata principale e il relativo resto; 

 
// pone il resto in *pr e ritorna la radice

 
{

 
int
 
x
,
 
r
,
 
dp1
,
 
L
,
 
g
[
10
],
 
j
,
 
y
,
yn
;

 
// separa coppie di cifre e calcola numero delle cifre della radice

 
L
=
0
;
 

 
while
(
a
>
0
)
 

 
{
 

   
g
[
L
++
]
=
a
%
100
;
 

   
a
 
/=
 
100
;
 

 
}
  

 
// corsa per individuare le successive cifre della radice

 
x
=
r
=
0
;
 

 
for
(
j
=
L
-1
;
j
>=
0
;
j
--
)
 

 
{
 

   
r
=
r
*
100
+
g
[
j
];
  
//somma al resto precedente moltiplicato per 100 il nuovo gruppo di 2 cifre

   
y
=
0
;
  
// determina cifra

   
for
(
dp1
=
1
;
dp1
<
10
;
dp1
++
)

   
{
 

     
yn
=
dp1
*
(
20
*
x
+
dp1
);
 

     
if
(
yn
<=
r
)
 
y
=
yn
;
 
else
 
break
;
 

   
}
 

   
x
=
x
*
10
+
dp1
-1
;
 
r
 
-=
 
y
;

 
}
 

 
*
pr
=
r
;

 
return
(
x
);

 
}

```

### Calcolo della radice quadrata con qualsivoglia precisione
Il precedente algoritmo può essere adattato per ottenere la radice di un numero dato da una scrittura decimale (o posizionale in qualsiasi base) con qualsivoglia precisione. Si voglia ad esempio la radice del numero {\displaystyle a=152,3469} con {\displaystyle p=4} cifre decimali. Innanzitutto si considera il numero intero {\displaystyle A=a\cdot 100^{p+1}=1523469000000;} quindi con l'algoritmo precedente si trova la radice di {\displaystyle A} trovando la parte intera 1234288 e il resto 2134056. Dividendo la parte intera per {\displaystyle 10^{p+1},} cioè per la radice del precedente fattore moltiplicativo, si ottiene 12,34288 come valore per difetto. Si può quindi concludere che il valore cercato è 12,3429 e che costituisce un arrotondamento per eccesso.
Si trova però che questi calcoli su numeri interi sono più onerosi di calcoli approssimati basati su considerazioni geometriche sulla funzione radice quadrata, come gli altri qui presentati. I calcoli sugli interi peraltro sono stati utilizzati per verificare la precisione di calcoli di ispirazione geometrica.

## Radici quadrate usando il metodo iterativo di Newton
Il metodo di Newton trova una singola radice di una funzione {\displaystyle f(x)} a partire dalla conoscenza di un'approssimazione sufficientemente precisa della radice. Questo metodo converge molto velocemente alla soluzione, richiede poche operazioni per ogni iterazione e, dal punto di vista computazionale è di facile implementazione (per questo viene usato in diverse librerie tra cui la Libreria standard del C). Esso si basa sull'iterazione espressa da:
{\displaystyle x_{n+1}=x_{n}-{f(x_{n}) \over f^{\prime }(x_{n})}.}
Per trovare la radice quadrata di un numero {\displaystyle z} sono ampiamente utilizzate due particolari funzioni: {\displaystyle f(x)=x^{2}-z} e {\displaystyle g(x)={\frac {1}{x^{2}}}-z}.

### Primo metodo
Il primo metodo ricerca la radice quadrata di {\displaystyle z} mediante la
{\displaystyle f(x)=x^{2}-z.}
Notare che sono radici della funzione {\displaystyle f(x)} sia {\displaystyle {\sqrt {z}}} che {\displaystyle -{\sqrt {z}}}, ossia che {\displaystyle f({\sqrt {z}})=f(-{\sqrt {z}})=0}. La derivata prima della funzione è {\displaystyle f^{\prime }(x)=2x.} Allora l'iterazione per {\displaystyle x_{n+1}} è ottenuta come:
{\displaystyle x_{0}=1}
| {\displaystyle x_{n+1}} | {\displaystyle =x_{n}-{f(x_{n}) \over f^{\prime }(x_{n})}}          |
|                         | {\displaystyle =x_{n}-{(x_{n}^{2}-z) \over 2x_{n}}}                 |
|                         | {\displaystyle =x_{n}-{\frac {x_{n}}{2}}+{\frac {z}{2\,\,\,x_{n}}}} |
|                         | {\displaystyle ={\frac {x_{n}}{2}}+{\frac {z}{2\,\,\,x_{n}}}}.      |

Notare che corrisponde esattamente al metodo babilonese.

### Secondo metodo
Il secondo metodo ricerca il reciproco della radice quadrata di {\displaystyle z} mediante la funzione
{\displaystyle g(x)={\frac {1}{x^{2}}}-z,}
funzione avente come radici {\displaystyle {\frac {1}{\sqrt {z}}}} e {\displaystyle {\frac {-1}{\sqrt {z}}}}.
La derivata prima di questa funzione è {\displaystyle g^{\prime }(x)=-2x^{-3}}.
Quindi l'iterazione alla Newton per {\displaystyle x_{n+1}} è ottenuta come:
{\displaystyle x_{0}=0,5}
| {\displaystyle x_{n+1}\,\!} | {\displaystyle =x_{n}-{g(x_{n}) \over g^{\prime }(x_{n})}}                |
|                             | {\displaystyle =x_{n}-{x_{n}^{-2}-z \over -2x_{n}^{-3}}}                  |
|                             | {\displaystyle =x_{n}-(-1/2){x_{n}^{3}}(x^{-2}-z)}                        |
|                             | {\displaystyle =x_{n}+(1/2)(x_{n}-zx_{n}^{3})}                            |
|                             | {\displaystyle ={\frac {3x_{n}-zx_{n}^{3}}{2}}}                           |
|                             | {\displaystyle =1,5\,x_{n}-0,5\,zx_{n}^{3}=0,5\,x_{n}\,\,(3-zx_{n}^{2})}. |

### Esempio
Usiamo entrambi i metodi per trovare {\displaystyle {\sqrt {7}}=2,6457513\ldots }.
{\displaystyle z=7,} poiché stiamo cercando la radice quadrata di 7
| {\displaystyle f(x)}                    | {\displaystyle f(x)}                                                | {\displaystyle g(x)}                    | {\displaystyle g(x)}                                      | {\displaystyle g(x)}                     |
| --------------------------------------- | ------------------------------------------------------------------- | --------------------------------------- | --------------------------------------------------------- | ---------------------------------------- |
| {\displaystyle x_{0}}                   | {\displaystyle 1}                                                   | {\displaystyle x_{0}}                   | {\displaystyle 0,5}                                       |                                          |
| {\displaystyle x_{1}}                   | {\displaystyle {\frac {1}{2}}+{\frac {7}{2\times 1}}=4}             | {\displaystyle x_{1}}                   | {\displaystyle 0,5\times 0,5\,\,(3-7(0,5)^{2})=0,312}     | {\displaystyle {\frac {1}{x_{1}}}=3,2}   |
| {\displaystyle x_{2}}                   | {\displaystyle {\frac {4}{2}}+{\frac {7}{2\times 4}}=2,875}         | {\displaystyle x_{2}}                   | {\displaystyle 0,5\times 0,312\,\,(3-7(0,312)^{2})=0,362} | {\displaystyle {\frac {1}{x_{2}}}=2,762} |
| {\displaystyle x_{3}}                   | {\displaystyle {\frac {2,875}{2}}+{\frac {7}{2\times 2,875}}=2,654} | {\displaystyle x_{3}}                   | {\displaystyle 0,5\times 0,362\,\,(3-7(0,362)^{2})=0,376} | {\displaystyle {\frac {1}{x_{3}}}=2,652} |
| {\displaystyle x_{4}}                   | {\displaystyle {\frac {2,654}{2}}+{\frac {7}{2\times 2,654}}=2,645} | {\displaystyle x_{4}}                   | {\displaystyle 0,5\times 0,376\,\,(3-7(0,376)^{2})=0,378} | {\displaystyle {\frac {1}{x_{4}}}=2,645} |
| {\displaystyle {\sqrt {7}}\simeq 2,645} | {\displaystyle {\sqrt {7}}\simeq 2,645}                             | {\displaystyle {\sqrt {7}}\simeq 2,645} | {\displaystyle {\sqrt {7}}\simeq 2,645}                   | {\displaystyle {\sqrt {7}}\simeq 2,645}  |

### Confronto
L'iterazione per {\displaystyle f(x)} implica una divisione che è più onerosa, in termini di tempi di calcolo, di una moltiplicazione tra interi. L'iterazione per {\displaystyle g(x)} non implica divisioni ed è quindi raccomandata per {\displaystyle z} intero grande.
Questa iterazione usando {\displaystyle g} implica soltanto un elevamento al quadrato e due moltiplicazioni, in alternativa ad una divisione nel caso di {\displaystyle f}. Nella implementazione pratica di estrazione di radici quadrate di interi grandi, il calcolo iterativo che richiede {\displaystyle g} è più veloce per interi grandi {\displaystyle z}, poiché la divisione è al massimo {\displaystyle O(M(n))}, che è un fattore costante del tempo di moltiplicazione. Il termine costante è quasi sempre 3 o più, in quanto una singola divisione con la maggior parte dei dispositivi di calcolo è più veloce di tre moltiplicazioni.

## Approssimazione semplice
Questo metodo di approssimazione, come dice il nome, è piuttosto semplice, ma può essere altresì altamente impreciso. L'entità dell'imprecisione per questa approssimazione è dipendente dal valore dell'espressione {\displaystyle {\tfrac {d}{2N}}}: quanto più grande è il suo valore, tanto maggiore è l'imprecisione del risultato approssimato.

### Costruzione
Siano {\displaystyle N>0} e {\displaystyle d>0,} allora
{\displaystyle N^{2}<N^{2}+d<N^{2}+2\,d+{\frac {d^{2}}{N^{2}}}}
{\displaystyle N^{2}<N^{2}+d<N^{2}+2\left(N\right)\left({\frac {d}{N}}\right)+\left({\frac {d}{N}}\right)^{2}}
{\displaystyle N^{2}<N^{2}+d<\left(N+{\frac {d}{N}}\right)^{2}}
{\displaystyle N<{\sqrt {N^{2}+d}}<N+{\frac {d}{N}}.}
Dunque il valore di {\displaystyle {\sqrt {N^{2}+d}}} deve stare tra {\displaystyle (N)} e {\displaystyle (N+{\frac {d}{N}})}. Si considera quindi l'approssimazione
{\displaystyle {\sqrt {N^{2}+d}}\approx {\mbox{media}}\left(N,N+{\frac {d}{N}}\right)={\frac {1}{2}}\left(N+N+{\frac {d}{N}}\right),}
ossia
{\displaystyle {\sqrt {N^{2}+d}}\approx N+{\frac {d}{2\,N}}.}
Esempio:
Per approssimare la radice di 39, si sostituisce 39 con la somma di un quadrato noto e del valore d pari alla differenza (in questo caso {\displaystyle 39=36+3}).
{\displaystyle {\sqrt {39}}={\sqrt {36+3}}\,\approx \,6+{\frac {3}{12}}\,\approx \,6,25}
che approssima discretamente il valore effettivo di 6,244997.

## Metodo delle equazioni quadratiche
La soluzione al problema della ricerca di un valore iniziale ottimale per trovare {\displaystyle {\sqrt {r}}} dove {\displaystyle 1<r<100} può essere risolto in questo modo:
Per radici quadrate di valori maggiori di 100, si usa la seguente identità:
{\displaystyle {\sqrt {105,3}}={\sqrt {1,053}}\times 10}
Per radici quadrate di valori minori di 1, si usa la seguente identità
{\displaystyle {\sqrt {0,1053}}={\sqrt {10,53}}\,\div \,10}
Usando l'equazione {\displaystyle {\sqrt {r}}=N+{\frac {1}{X}},} dove {\displaystyle X>1} e {\displaystyle N\in \{1,2,3,4,5,6,7,8,9\},}
{\displaystyle {\sqrt {r}}=N+{\frac {1}{X}}}
{\displaystyle r=\left(N+{\frac {1}{X}}\right)^{2}}
{\displaystyle r=N^{2}+{\frac {2N}{X}}+{\frac {1}{X^{2}}}}
{\displaystyle 0=\left(N^{2}-r\right)+{\frac {2N}{X}}+{\frac {1}{X^{2}}}}
{\displaystyle \left(N^{2}-r\right)+{\frac {2N}{X}}+{\frac {1}{X^{2}}}=0}
{\displaystyle \left(N^{2}-r\right)X^{2}+\left(2N\right)X+1=0.}
Si risolve rispetto a {\displaystyle X} utilizzando la formula dell'equazione quadratica, scegliendo la soluzione che soddisfa la condizione {\displaystyle X>1}. La soluzione finale è:
{\displaystyle {\sqrt {r}}=N+{\frac {1}{X}}.}
L'ovvio problema è che non possiamo calcolare le soluzioni dell'equazione quadratica utilizzando la funzione radice quadrata. Tuttavia possiamo aggirare il problema:
{\displaystyle \left(N^{2}-r\right)X^{2}+\left(2N\right)X+1=0.}
Sia {\displaystyle r=N^{2}+d,} allora {\displaystyle d=r-N^{2}} e quindi {\displaystyle -d=N^{2}-r.} Così l'equazione quadratica diventa:
{\displaystyle \left(-d\right)X^{2}+\left(2N\right)X+1=0.}
Iterando rispetto a {\displaystyle X} quanto più possibile fornisce:
{\displaystyle X={\frac {N+{\sqrt {N^{2}+d}}}{d}}.}
Reciprocamente
{\displaystyle {\frac {1}{X}}={\frac {d}{N+{\sqrt {N^{2}+d}}}}.}
Così la soluzione finale diventa
{\displaystyle {\sqrt {r}}=N+{\frac {1}{X}}}
{\displaystyle {\sqrt {r}}=N+{\frac {d}{N+{\sqrt {N^{2}+d}}}}}
{\displaystyle {\sqrt {r}}=N+{\frac {d}{N+{\sqrt {r}}}}.}
Se si sostituisce a destra {\displaystyle {\sqrt {r}}} con la sua stessa definizione, si ha:
{\displaystyle {\sqrt {r}}=N+{\frac {d}{N+\left(N+{\frac {d}{N+{\sqrt {r}}}}\right)}}.}
Rinormalizzando
{\displaystyle {\sqrt {r}}=N+{\frac {d}{2N+{\frac {d}{N+{\sqrt {r}}}}}}.}
Iterando ulteriormente
{\displaystyle {\sqrt {r}}=N+{\frac {d}{2N+{\frac {d}{2N+{\frac {d}{N+{\sqrt {r}}}}}}}}.}
E così via:
{\displaystyle {\sqrt {r}}=N+{\frac {d}{2N+{\frac {d}{2N+{\frac {d}{2N+{\frac {d}{N+{\sqrt {r}}}}}}}}}}.}

### Esempio di uso del metodo dell'equazione quadratica
Trovare {\displaystyle {\sqrt {923,45}}}
Utilizzando l'identità {\displaystyle {\sqrt {923,45}}={\sqrt {9,2345}}\times 10.}
Prima trovare {\displaystyle {\sqrt {9,2345}}}.
{\displaystyle {\sqrt {r}}=N+{\frac {1}{X}}}
{\displaystyle {\sqrt {9,2345}}=N+{\frac {1}{X}}.}
Così {\displaystyle N=3} perché {\displaystyle 3^{2}<9,2345<4^{2}}
{\displaystyle \left(N^{2}-r\right)X^{2}+\left(2N\right)X+1=0}
{\displaystyle \left(3^{2}-9,2345\right)X^{2}+\left(2\cdot 3\right)X+1=0}
{\displaystyle -0,2345X^{2}+6X+1=0.}
Usando la formula dell'equazione quadratica, otteniamo le due soluzioni:
{\displaystyle s_{1}=-0,165} o {\displaystyle s_{2}=25,7519.}
Scegliamo {\displaystyle s_{2}} dato che soddisfa la condizione {\displaystyle X>1}. Quindi {\displaystyle X=25,7519}
{\displaystyle {\sqrt {9,2345}}=3+{\frac {1}{25,7519}}=3,03883.}
Alternativamente
{\displaystyle {\sqrt {r}}=N+{\frac {d}{2N+{\frac {d}{2N+{\frac {d}{N+N}}}}}}}
{\displaystyle {\sqrt {9,2345}}=3+{\frac {0,2345}{6+{\frac {0,2345}{6+{\frac {0,2345}{3+3}}}}}}}
{\displaystyle {\sqrt {9,2345}}\approx 3+{\frac {0,2345}{6+{\frac {0,2345}{6+{\frac {0,2345}{3+3}}}}}}}
{\displaystyle {\sqrt {9,2345}}\approx 3,03883.}
E la soluzione finale è
{\displaystyle {\sqrt {923,45}}={\sqrt {9,2345}}\times 10=30,3883.}